# EURO-CESTY
EURO-CESTY je název mezinárodního projektu drážní dopravy v severozápadních Čechách, zejména vlakotramvajového systému na Mostecku, který byl navržen z iniciativy Dopravního podniku měst Mostu a Litvínova za účasti Českých drah.

## Popis
Projekt počítal se zahrnutím meziměstské tramvajové tratě Most – Litvínov, propojením mezi tramvajovou a železniční sítí v Litvínově, železniční trati č. 135, tj. tzv. Moldavské horské dráhy, včetně obnovení přeshraničního úseku a  pokračování systému na německém území do Holzhau a Freibergu.
Dále projekt počítal s výstavbou nové dvojkolejné trati Most – Žatec podél silnice I/27 přes nové průmyslové zóny Joseph v Havrani a Triangle na bývalém vojenském letišti Žatec (tato nová trať měla z nynější meziměstské tramvajové trati odbočovat u zastávky Most DP). Stoupání nové trati má v Havrani dosahovat až 67 ‰. Nejvyšší traťová rychlost mimo ulice se předpokládala 100 km/h, minimální interval ve špičce 15 minut, investiční náklady necelé 3 miliardy. Na trati Most – Žatec se počítalo jak s provozem osobních vlakotramvají, tak i nákladní železniční dopravy. V roce 2003 zamýšlely České dráhy zahájení provozu v roce 2011.
Do projektu Euro-cesty bylo zahrnuto i řešení dopravy na dalších tratích v oblasti, mimo jiné trať 137 Chomutov – Vejprty s pokračováním do Německa, po níž by bylo zajištěno spojení mezi průmyslovými oblastmi Mostu a Chemnitz.
V současné době se již projekt dále nesleduje. Rozvoj průmyslových zón na Mostecku a Žatecku zdaleka nezaznamenal takový boom, jak bylo kdysi politiky prezentováno. Navíc kvůli hospodářské krizi dochází k útlumu výroby i v některých podnicích, které zde byly z původního obřího záměru skutečně realizovány.
Z hlediska kolejového napojení zóny Triangle existovala 8 km dlouhá železniční vlečka ze stanice Postoloprty do prostoru bývalého vojenského letiště. Ta však byla místo plánované rekonstrukce snesena kolem roku 2007.

## Historie záměru
Myšlenky nové trati mezi Mostem a Žatcem se poprvé objevila ve studii firmy SUDOP objednané Českými drahami a Ministerstvem dopravy ČR z grantu italské vlády. Mostecký dopravní podnik pak z pověření Ústeckého kraje zajistil studii proveditelnosti vedení dráhy přes zamýšlené průmyslové zóny. Příspěvek na studii proveditelnosti poskytla i Hospodářská a sociální rada Mostecka.
Ústecký kraj i vládní zmocněnec se k projektu stavěli vstřícně. Předmětem dalšího jednání je, kdo by měl být hlavním investorem. Do této role se v roce 2005 nabízela SŽDC. Počítalo se s různými zdroji financování, očekáván byl i významný podíl dotací z fondů EU. Přispět měl stát, Ústecký kraj, města, průmyslové podniky a další podnikatelské subjekty.